# Dicranum truncicola
Dicranum truncicola är en bladmossart som beskrevs av Brotherus 1924. Dicranum truncicola ingår i släktet kvastmossor, och familjen Dicranaceae. Inga underarter finns listade i Catalogue of Life.